# Phthiracarus helluonis
Phthiracarus helluonis är en kvalsterart som först beskrevs av Wojciech Niedbała 1982.  Phthiracarus helluonis ingår i släktet Phthiracarus och familjen Phthiracaridae. Inga underarter finns listade i Catalogue of Life.